# Bodenwerder
Bodenwerder (pronunciación en alemán: /boːdn̩ˈvɛʁdɐ/ⓘ) es un municipio situado en el distrito de Holzminden, en el estado de Baja Sajonia (Alemania), a orillas del río Weser. Es especialmente famoso por ser el lugar de nacimiento del Barón de Münchhausen (1720-1797), en quien se basó el escritor Rudolf Erich Raspe para crear un personaje extraordinario ficticio con el mismo nombre, que encarna las características del antihéroe.

## Historia
El asentamiento obtuvo los derechos de ciudad en 1287 por  Ritter Heinrich II von Homburg. Dos años después, se construyó un importante puente sobre el río Weser que conectaba Hameln-Paderborn con Einbeck-Frankfurt.